# Kuiper (internet par satellite)
Pour les articles homonymes, voir Kuiper.
Kuiper est un projet d'infrastructure pour l'internet par satellite de la société Amazon reposant sur une constellation de satellites placés sur une orbite terrestre basse dont la mise en service en version bêta doit débuter fin 2024. Le projet est annoncé par Amazon en 2019. Il prévoit le déploiement dans une première phase de 3 236 satellites circulant à une altitude d'environ 600 kilomètres. Le déploiement dans une deuxième phase de 7774 satellites utilisant les fréquences situées dans les bandes V et Ku est en attente de l'accord des autorités réglementaires américaines.
L'objectif de Kuiper est de fournir un accès haut débit avec un faible temps de latence aux utilisateurs d'internet, particuliers ou professionnels, actuellement mal desservis par les réseaux terrestres. Le projet entre ainsi directement en concurrence avec les projets Starlink et OneWeb qui sont toutefois déjà en partie opérationnels en 2023.
En 2020, Amazon, qui prévoit d'investir 10 milliards de dollars dans son projet, obtient l'accord des autorités américaines pour la réservation de fréquences. 92 lanceurs (New Glenn, Atlas V, Ariane 6 et Vulcan) sont réservés en avril 2021 pour le déploiement de la constellation. Le lancement de  deux satellites destinés à la mise au point du système est programmé pour octobre 2023 et le déploiement des satellites opérationnels doit débuter au premier semestre 2024.

## Historique

### Lancement du projet (2019)
Jeff Bezos, patron d'Amazon, annonce en avril 2019 le lancement du projet Kuiper d'internet par satellite s'appuyant sur une constellation de satellites placés en orbite basse. Il s'agit de fournir une prestation à haut débit et faible taux de latence aux utilisateurs (particuliers ou entreprises), mal desservis par les réseaux terrestres. Le réseau pourra être également utilisé par les opérateurs de téléphone mobile. Le projet vient directement concurrencer les projets Starlink et OneWeb en cours de développement. Kuiper Systems, une filiale détenue entièrement par Amazon, est créée pour ce projet. Elle est dirigée par Rajeev Badyal un ancien responsable du projet Starlink de SpaceX,.

### Accord des autorités réglementaires
Fin juillet 2020, Amazon obtient l'accord des autorités américaines chargées du contrôle des fréquences pour le déploiement de 3 236 satellites sous réserve qu'ils n'interfèrent pas avec les deux autres constellations de satellites en cours de déploiement (OneWeb et Starlink). Pour conserver cet agrément, Amazon doit avoir déployé au moins la moitié de sa constellation d'ici 2026. Amazon prévoit d'investir 10 milliards US$ dans le projet.

## Déploiement
Amazon prévoit de déployer sa constellation de satellites en ayant recours à différents lanceurs, sans exclusivité pour le lanceur New Glenn de Blue Origin. En avril 2021, Amazon a ainsi réservé neuf lanceurs Atlas V de la société ULA qui décolleront du pas de tir 41 de la base de lancement de Cape Canaveral pour le déploiement de ses satellites. À cette date, environ 500 personnes travaillent sur le projet Kuiper,.

### Réservation des lancements auprès d'Arianespace, ULA et Blue Origin (2022)
Le 5 avril 2022, Amazon, Arianespace, ULA et Blue Origin annoncent la signature de trois contrats de lancement, soit 38 lancements via la future fusée Vulcan, 18 lancements via la future fusée Ariane 6, et 12 lancements - plus 15 en option - via la future fusée New Glenn pour un total de 83 lancements. La société choisit ainsi de se reposer sur l'ensemble des lanceurs lourds occidentaux disponibles, excepté ceux de son concurrent SpaceX (Falcon 9 et Falcon Heavy) et le lanceur japonais H3. Tous ont également en commun le fait d'être encore en développement à la date de signature du contrat : en effet, les autres lanceurs lourds occidentaux (leurs prédécesseurs) sont tous en fin de carrière et déjà réservés. Pour Arianespace, il s'agit à cette date de son plus gros contrat,. Par ailleurs, Amazon signe un quatrième contrat avec Beyond Gravity pour la fourniture des distributeurs des satellites.

### Qualification du segment spatial (quatrième trimestre 2023)

#### Lancement
Deux prototypes — KuiperSat-1 et KuiperSat-2 — sont placés en orbite le 6 octobre 2023 sur une orbite basse à une altitude 590 km avec une inclinaison orbitale de 33°. Ces satellites seront utilisés durant environ un an pour valider le fonctionnement du système puis désorbités. Le lancement avait été initialement confié à la société ABL Space Systems qui développe un nouveau lanceur baptisé RS1 capable de placer 1,35 tonne en orbite basse. Les retards de développement et des difficultés rencontrées par ABL dans la mise au point de son lanceur le font remplacer par la fusée Vulcan qui est également retardée. Finalement, le lancement est pris en charge par la version la moins puissante des Atlas V (type 501 sans propulseurs d'appoint).

#### Objectifs
Les deux prototypes embarquent la plupart des sous-systèmes mis au point pour la constellation : antenne réseau à commande de phase, antenne parabolique, systèmes de propulsion (propulseur à effet Hall utilisant du krypton) et de production d'énergie. Les prototypes doivent permettre de valider le fonctionnement des communications entre le satellite et les différents types de stations terrestres : stations de suivi, stations passerelles, terminal utilisateur. Un prototype de terminal utilisateur sera testé à cette occasion,.

#### Caractéristiques des satellites
Selon le dossier déposé auprès des autorités réglementaires, les satellites prototypes disposent de trois antennes paraboliques orientables pour communiquer avec les stations-passerelles et de suivi et de trois antennes réseau à commande de phase pour communiquer avec le terminal utilisateur. Il est prévu de tester quatre terminaux utilisateurs, dont deux équipés avec une antenne réseau à commande de phase compacte mise au point par Amazon. Le segment terrestre comprendra une station passerelle et une station de suivi, toutes les deux situées à McCulloch (Texas) ,.

### Déploiement de la constellation et mise à disposition du service
Le déploiement des satellites opérationnels doit débuter au cours du premier semestre 2024 et s'échelonner sur 6 ans. Le premier lancement de satellites opérationnels sera pris en charge par un lanceur Vulcan. Il est prévu que le système dans une version beta soit mis à disposition auprès des utilisateurs vers fin 2024 après le lancement de 578 satellites. Amazon s'est engagé auprès des autorités réglementaires à déployer 50 % des satellites de la première phase d'ici fin juillet 2026 et l'ensemble de cette première constellation d'ici juillet 2029. L'ouverture du service doit s'effectuer en au moins deux étapes. Dans une première phase, le service commercial sera disponible entre les latitudes 39°N et 56°N et entre les latitudes 39°S et 56°S avant d'être étendu aux latitudes situées entre 56°N et 56°S,.

### Historique des lancements
| Numéro vol | Nom              | Date et heure (UTC) | Site de lancement                         | Lanceur     | Nombre de satellites | Version    | Commentaire |
| ---------- | ---------------- | ------------------- | ----------------------------------------- | ----------- | -------------------- | ---------- | ----------- |
| 1          | Kuipersat-1 et 2 | 6 octobre 2023      | Base de lancement de Cap Canaveral SLC-41 | Atlas V 501 | 2                    | Prototypes | Succès      |
| 2          | KA-01            | 28 avril 2025       | Cap Canaveral SLC-41                      | Atlas V 551 | 27                   |            | Succès      |
| 3          | KA-02            | 23 juin 2025        | Cap Canaveral SLC-41                      | Atlas V 551 | 27                   |            | Succès      |

## Caractéristiques techniques

### Segment spatial
Le segment spatial est déployé dans deux phases. Les caractéristiques des satellites des deux phases diffèrent. Les satellites de la première phase émettent dans la bande Ka (constellation Kuiper-Ka). Ceux de la seconde phase utilisent des fréquences des bande V et Ku (constellation Kuiper-V). La bande V doit permettre de réaliser des terminaux utilisateurs plus simples et moins couteux. La masse des satellite devrait être d'environ 500 kilogrammes. Ceux-ci devraient être équipés, comme leurs concurrents Starlink, de systèmes permettant des liaisons inter-satellites optiques destinées à réduire la charge des stations-passerelles et réduire la latence subie par les utilisateurs.

#### Phase 1
Début 2021, aucune information précise sur les satellites proprement dits ne sont publiées. Les caractéristiques générales de la constellation Kuiper communiquées aux autorités réglementaires en juillet 2020 sont les suivantes :  
- La constellation comprend 3 236 satellites. Les satellites seront déployés sur 98 plans orbitaux situés à des altitudes de 590, 610 et 630 kilomètres
- Ces satellites utiliseront les fréquences suivantes en bande Ka : 17,7-18,6 GHz (liaison descendante), 18,8-20,2 GHz (liaison descendante) et 27,5-30,0 GHz (liaison montante)
- Ces satellites permettront de couvrir les besoins des utilisateurs entre les latitudes 56°N et 56°S soit l'ensemble du territoire américain (hors Alaska) ainsi que les autres régions du monde situées entre ces latitudes.
- Pour réduire le volume potentiel de débris spatiaux générés par la constellation, Amazon prévoit de désorbiter ses satellites dans un délai de 355 jours après la fin de leur mission (la réglementation accorde un délai maximum de 25 ans).

| Altitude | Inclinaison orbitale | Plan orbital | Nbre satellites / plan | Nbre satellites |
| -------- | -------------------- | ------------ | ---------------------- | --------------- |
| 630      | 51,9                 | 34           | 34                     | 1154            |
| 310      | 42                   | 36           | 36                     | 1296            |
| 590      | 33                   | 28           | 28                     | 784             |

#### Phase 2
Amazon a soumis aux autorités réglementaires une demande d'extension de sa constellation portant sur 7774 satellites. En septembre 2023 celle-ci n'était toujours pas approuvée. Contrairement à la première phase ces satellites utiliseront les bandes V et Ku. Cette constellation inclut 1302 satellites sur des orbites quasi polaires pour desservir les utilisateurs résidant à des latitudes élevées (Alaska,...).
| Altitude | Inclinaison orbitale | Plans orbitaux | Satellites / plan | Nbre satellites | Bande spectrale demandée |
| -------- | -------------------- | -------------- | ----------------- | --------------- | ------------------------ |
| 590      | 33°                  | 28             | 28                |                 | Bande V                  |
| 610      | 36°                  | 36             | 36                |                 | Bande V                  |
| 630      | 51,9°                | 34             | 34                |                 | Bande V                  |
| 590      | 33°                  | 28             | 28                |                 | Bande V et bande Ku      |
| 610      | 42°                  | 36             | 36                |                 | Bande V et bande Ku      |
| 630      | 51,9°                | 34             | 34                |                 | Bande V et bande Ku      |
| 640      | 72°                  | 652            | 1                 | 652             | Bande V et bande Ku      |
| 650      | 80°                  | 325            | 2                 | 650             | Bande V et bande Ku      |

| Type de liaison                     | Bande         | Fréquences        | Remarque                                 |
| ----------------------------------- | ------------- | ----------------- | ---------------------------------------- |
| Satellite vers station passerelle   | Bande V       | 37,5 – 42,0 GHz   |                                          |
| Satellite vers station passerelle   | Bande V       | 42 – 42,5 GHz     | Utilisable hors Etats-Unis               |
| Station passerelle vers satellite   | Bande V       | 47,2 – 50,2 GHz   |                                          |
| Station passerelle vers satellite   | Bande V       | 50,4 – 51,4 GHz   |                                          |
| Satellite vers terminal utilisateur | Bande V et Ku | 10,7 – 12,7 GHz   |                                          |
| Satellite vers terminal utilisateur | Bande V et Ku | 37,5 – 42 GHz     | Utilisation comportant des restrictions. |
| Satellite vers terminal utilisateur | Bande V et Ku | 42,0 – 42,5 GHz   | Utilisable hors Etats-Unis               |
| Terminal utilisateur vers satellite | Bande V et Ku | 12,75 – 13,25 GHz | Utilisation comportant des restrictions. |
| Terminal utilisateur vers satellite | Bande V et Ku | 14 – 14,5 GHz     |                                          |
| Terminal utilisateur vers satellite | Bande V et Ku | 47,2 – 50,2 GHz   | Utilisation comportant des restrictions. |

### Segment terrestre

#### Stations terriennes (stations passerelles)
Les stations passerelles assurant le relais sur Terre avec le réseau internet terrestre comprendront au moins en partie le réseau de stations terriennes en cours de déploiement pour gérer le cloud d'Amazon (AWS). Amazon prévoit de disposer d'autant de stations terriennes sur le territoire des États-Unis qu'il y a de satellites survolant celui-ci à un instant donné. Les stations terriennes seront reliées au réseau terrestre par fibre optique. Chaque satellite sera en mesure d'accéder à un instant donné à deux stations. La densité des stations sera plus élevée dans les régions plus pluvieuses.

### Terminaux utilisateurs
La filiale d'Amazon développe en interne pour le terminal utilisateur une antenne à balayage électronique passive peu encombrante. Trois types de terminaux ont été présentés en mars 2023. Le premier, de forme carrée et de 28 centimètres de diamètre, a une masse de 2,3 kilogrammes sans le trépied qui le supporte. Il fournit un débit de 400 mégabits/seconde sur la liaison descendante (téléchargement) mais a un cout de production d'environ 400 US$. Le deuxième type de terminal est ultra-compact (de la taille d'un environ d'un livre électronique Kindle) et pèse une peut moins de 500 grammes. Bien moins couteux, il permet un débit de 100 mégabits/seconde. Enfin le terminal le plus couteux, destiné principalement aux entreprises et aux institutions gouvernementales, permet un débit allant jusqu'à 1 gigabit/seconde. Sa taille est de 48 sur 76 centimètres. Tous ces terminaux sont équipés d'une puce ASIC qui concentre tous les circuits électroniques et a la puissance d'une station de téléphonie mobile 5G. Cette puce, baptisée Promotheus, est conçue et produite par Amazon ce qui permet de réduire son coût à 10% de ce qu'il aurait été si elle avait été achetée auprès d'un fournisseur,.

## Fabrication et préparation des satellites
Amazon a édifié un centre de fabrication des satellites d'une superficie de 16 000 m² à Kirkland dans l'état de Washington. Cet établissement sera capable de produire 5 satellites par jour. Par ailleurs un centre de préparation des satellites avant leur lancement a été édifié pour un cout de 120 millions US$ sur le site du centre spatial Kennedy en Floride.

### Sources
- (en) Amazon, « Dossier de demande d'accord des autorités réglementaires américaines pour le déploiement de la constellation Kuiper », 29 juillet 2020